# Homoranthus darwinioides
Homoranthus darwinioides är en myrtenväxtart som först beskrevs av Joseph Henry Maiden och Ernst Betche, och fick sitt nu gällande namn av Edwin Cheel. Homoranthus darwinioides ingår i släktet Homoranthus och familjen myrtenväxter.
Artens utbredningsområde är New South Wales. Inga underarter finns listade i Catalogue of Life.